# جيما ليناس
جيما ليناس (من مواليد 16 يناير 1951) كاتبة إسبانية وناشطة نسوية وسياسية. في أكتوبر 2015 أصبحت واحدة من نواب برشلونة عن كاتالونيا نعم يمكنك ذلك. حصلت على ميدالية فرانسيسك ماسيا التريبال.

## النشأة
ولدت ليناس في برشلونة. حصلت على إجازة في الفلسفة والأدب من جامعة برشلونة المستقلة.

## الحياة المهنية
عملت ليناس كمدرسة ومحررة قبل أن تبدأ الكتابة. أول عمل لها هو «كول دي ساك» وهي رواية للشباب البالغين تم نشرها عام 1986. وقد ألفت سلسلة من الكتب بعنوان «مذكرات كارلوتا» والتي تمزج بين الخيال والواقعية وتشرح للشباب مواضيع مختلفة مثل العنف ضد المرأة والنسوية والجنس والعواطف والمخدرات والهجرة والتعددية الثقافية. لديها أيضًا مسلسلين للأطفال: «إمي وماكس»، حيث تعيش شخصياتها مغامرات في أماكن غريبة، و «كاميلوت تريبي»، حيث تحل مجموعة من الأطفال جميع أنواع الألغاز.
تشمل رواياتها الموجهة للبالغين انتهت اللعبة، ومحاصر في المرآة والليلة الماضية كنت أحلم بك. كلها تركز على الصراع النفسي.
نشرت ليناس أيضًا مقالات حول مواضيع مختلفة مرتبطة بعالم المرأة. تُرجمت كتبها إلى عدة لغات (الألمانية والباسكية والسلوفينية والإيطالية والبرتغالية البرازيلية والجاليغو والصربية الكرواتية.